# انفراق العضلة المستقيمة
انفراق العضلة المستقيمة أو انفراق العضلتين البطنيتين المستقيمتين هو فجوة تقارب 2.7 سم أو أكثر بين جانبي عضلة البطن المستقيمة. ولا تعد هذه الحالة حالة مرضية أو مسببة للوفاة.
يتم إنشاء المسافة بين عضلات البطن المستقيمة اليمنى واليسرى من خلال امتداد الخط الأبيض، وهو شريط ليفي يتألف من بروتين الكولاجين ويتشكل من التحام عضلات جدار البطن على الخط المنصف.
ويحدث قصور في هذه العضلة بشكل أساسي في المواليد الجدد والحوامل. ومن الممكن أن تحدث في الرجال كذلك.
- في حديثي الولادة تكون عضلات البطن المستقيمة لم تتطور بشكل كامل بعد وقد لا تكون ملتقية معا في خط الوسط. ويكون الانحراف المستقيمي أكثر شيوعًا في حديثي الولادة المبتسرين وسود البشرة.
- في حالة النساء الحوامل أو بعد الولادة يحدث الانحراف بسبب شد العضلات المستقيمة البطنية أثناء تمدد الرحم. وذلك أكثر شيوعا في النساء متعددات الحمل بسبب تكرار نوبات من التمدد. وعندما يحدث الخلل أثناء الحمل يمكن أن يظهر الرحم في بعض الأحيان منتفخًا من خلال جدار البطن تحت الجلد، وتكون المرأة أكثر عرضة لحدوث الانحراف المستقيمي عندما يزيد عمرها أثناء الحمل عن 35 سنة وعند زيادة وزن الطفل عند الولادة والحمل بأكثر من جنين وحالات الحمل المتعددة. وقد تتسبب من تمارين البطن المفرطة بعد الأشهر الثلاثة الأولى من الحمل.[5]

## مقدمة
يظهر الانبساط المستقيمي على شكل سلسلة من التلال والانبعاجات في منتصف خط البطن في أي مكان من الناتئ الرهابي إلى السرة. ويصبح أكثر وضوحا عند الإجهاد ويمكن أن تختفي عندما يتم تخفيف عضلات البطن. وقد يمكن لمس الحدود الفاصلة بين النصف الأيمن والأيسر من العضلات خلال تقلص عضلة البطن المستقيمة. ويمكن تشخيص الحالة عن طريق الفحص البدني ويجب تمييزها عن الفتق الحجابي أو الفتق الجراحي إذا كان المريض تعرض لجراحة في البطن. ويتم استبعاد الفتوق باستخدام الموجات فوق الصوتية.
في الرضع قد يظهر هذا على أنه «فقاعة» ظاهرة تحت جلد البطن بين السرة و الناتئ الرهابي(أسفل عظم الصدر). ويتم إجراء الفحصوصات مع تمديد الأطفال على ظهورهم وثني الركبتين 90 درجة مع القدمين ورفع الرأس قليلا ووضع الذقن على الصدر ويضع الفاحصون أصابعهم في المسافة الفاصلة التي تظهر. ويتم تحديد قياس عرض الفصل بعدد أطراف الأصابع التي يمكن وضعها داخل الفراغ بين البطينين الأيمن والأيسر. والفراغ الذي يتكون من عرض 2 من أطراف الأصابع (حوالي 1 1/2 سنتيمتر) أو أكثر هو العامل المحدد لتشخيص الانبساط المستقيم.

## التشخيص
يمكن تشخيص الانحراف المستقيمي عن طريق الفحص البدني البسيط، والذي قد يشمل قياس المسافة بين عضلات البطن المستقيمة في الراحة وأثناء الانكماش على عدة مستويات على طول الخط الأبيض. ويمكن إجراء التصوير الطبي في الحالات غير المؤكدة؛ حيث يكون التصوير بالموجات فوق الصوتية في البطن خيارًا متكررًا وموثوقًا به. ويعد التصوير المقطعي البطني بديل محتمل.

## العلاج
- في الأطفال قد تشمل المضاعفات تطور الفتق السُري أو البطني وهو أمر نادر الحدوث ويمكن تصحيحه بالجراحة.[9] ومن المهم تنبيه الطبيب المعالج عندما يتعرض الطفل لأعراض القيء أو الاحمرار أو الألم في منطقة البطن.

- ولا يوجد علاج ضروري للنساء أثناء الحمل وعادة ينقص فصل عضلات البطن خلال الأسابيع الثمانية الأولى بعد الولادة، ولكن يستمر تمدد النسيج الضام للعديد من النساء بعد الولادة. وقد ضعف عضلات البطن ووجود الانحراف المستقيمي إلى صعوبة رفع الأجسام وتسبب في آلام أسفل الظهر، ويمكن أن تظهر مضاعفات إضافية في حالات ضعف الحوض.[7]